# Paratunka
Paratunka (russisch Паратунка) ist ein Dorf (selo) in der Region Kamtschatka (Russland) mit 1619 Einwohnern (Stand 14. Oktober 2010).

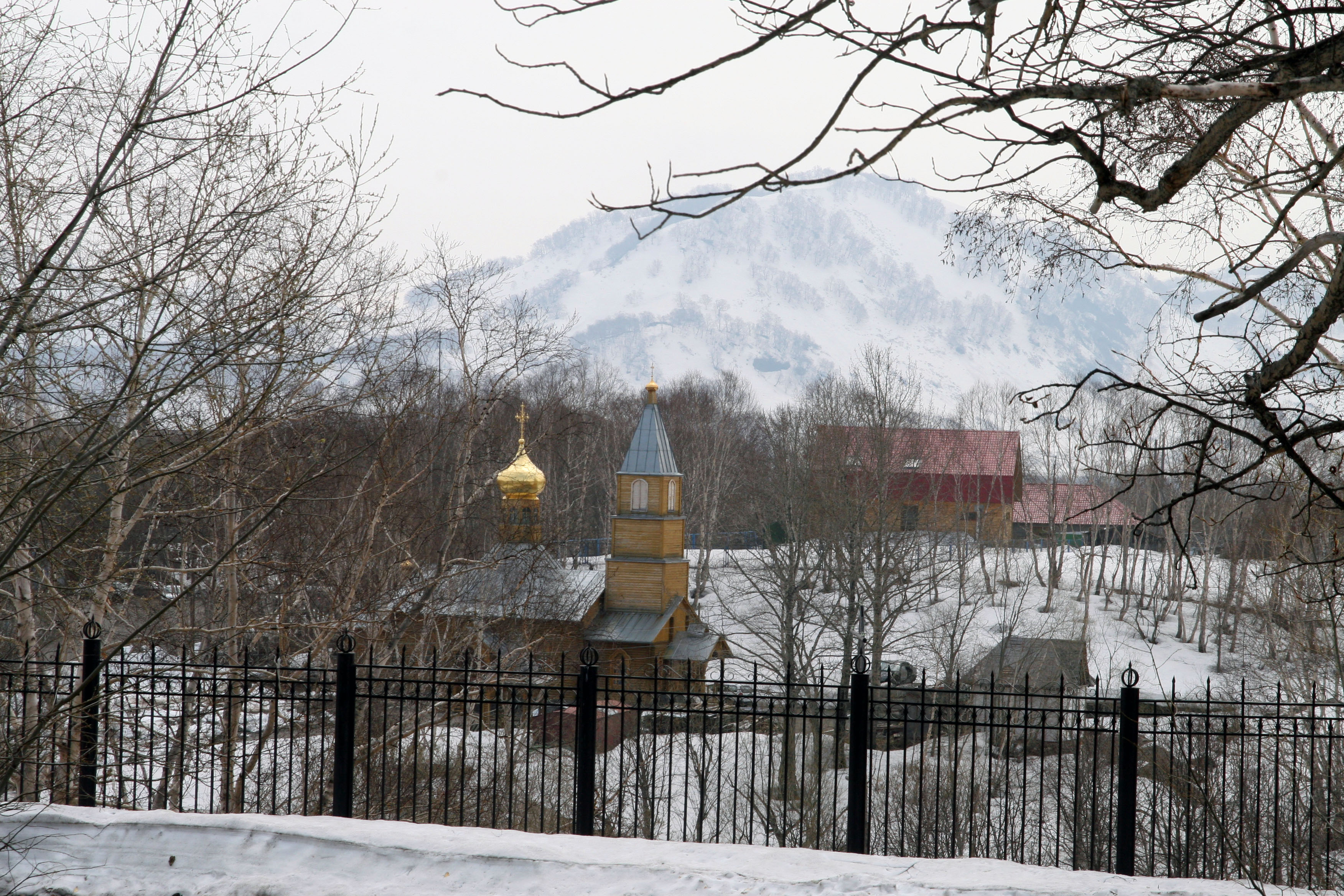
Kirche in Paratunka (2009)

## Geographie
Paratunka befindet sich etwa 30 Kilometer Luftlinie westlich des Regionsverwaltungszentrums Petropawlowsk-Kamtschatski, auf der anderen Seite der Awatscha-Bucht.